# Хубаєв Володимир Іванович
Володимир Іванович Хубаєв (1905, село Бочорма, Тифліська губернія, тепер Тіанетський муніципалітет, Республіка Грузія — ?) — радянський діяч, голова виконавчого комітету обласної ради депутатів трудящих Південно-Осетинської автономної області Грузинської РСР. Депутат Верховної ради Грузинської РСР 1-го скликання. Депутат Верховної Ради СРСР 1-го скликання (1937—1946). 

## Біографія
Народився в селянській родині. У 1920 році закінчив землемірне училище в Тифлісі.
З 1920 по 1922 рік працював землевпорядником у Народному комісаріаті землеробства Грузинської РСР.
У 1922—1927 роках — студент Петроградського (Ленінградського) інституту інженерів шляхів сполучення.
Член ВКП(б) з 1925 року.
У 1927—1929 роках — виконавець робіт і начальник будівництва залізничних мостів Закавказької залізниці.
У 1929—1930 роках — начальник будівельно-технічного відділу тресту «Чай-Грузія».
З 1930 по 1932 рік керував будівництвом шосейної дороги в Південно-Осетинській автономній області.
У 1932—1934 роках — заступник начальника Північно-Кавказької експедиції технічних залізничних пошуків.
З 1934 по 1936 рік працював інженером транспорту в Далекосхідному краї РРФСР.
З 1936 по 1937 рік — головний інженер тресту «Грузхарчобуд» у Тбілісі. У 1937 році — начальник сектору капітального будівництва і технічного відділу Народного комісаріату харчової промисловості Грузинської РСР.
У жовтні 1937—1938 роках — в.о. голови Центрального виконавчого комітету (ЦВК) Південно-Осетинської автономної області Грузинської РСР.
У 1938—1941 роках — голова виконавчого комітету обласної ради депутатів трудящих Південно-Осетинської автономної області Грузинської РСР.
До травня 1946 роках — заступник народного комісара (міністра) місцевої промисловості Грузинської РСР.

## Нагороди
- орден Трудового Червоного Прапора (24.02.1941)